# Renswoude
Renswoude (anhörenⓘ) ist die kleinste Gemeinde in der niederländischen Provinz Utrecht. Sie hat keine Ortsteile.
Bei Wahlen kann Renswoude oftmals als erste Gemeinde der Niederlande das Stimmergebnis bekanntgeben.

## Geschichte

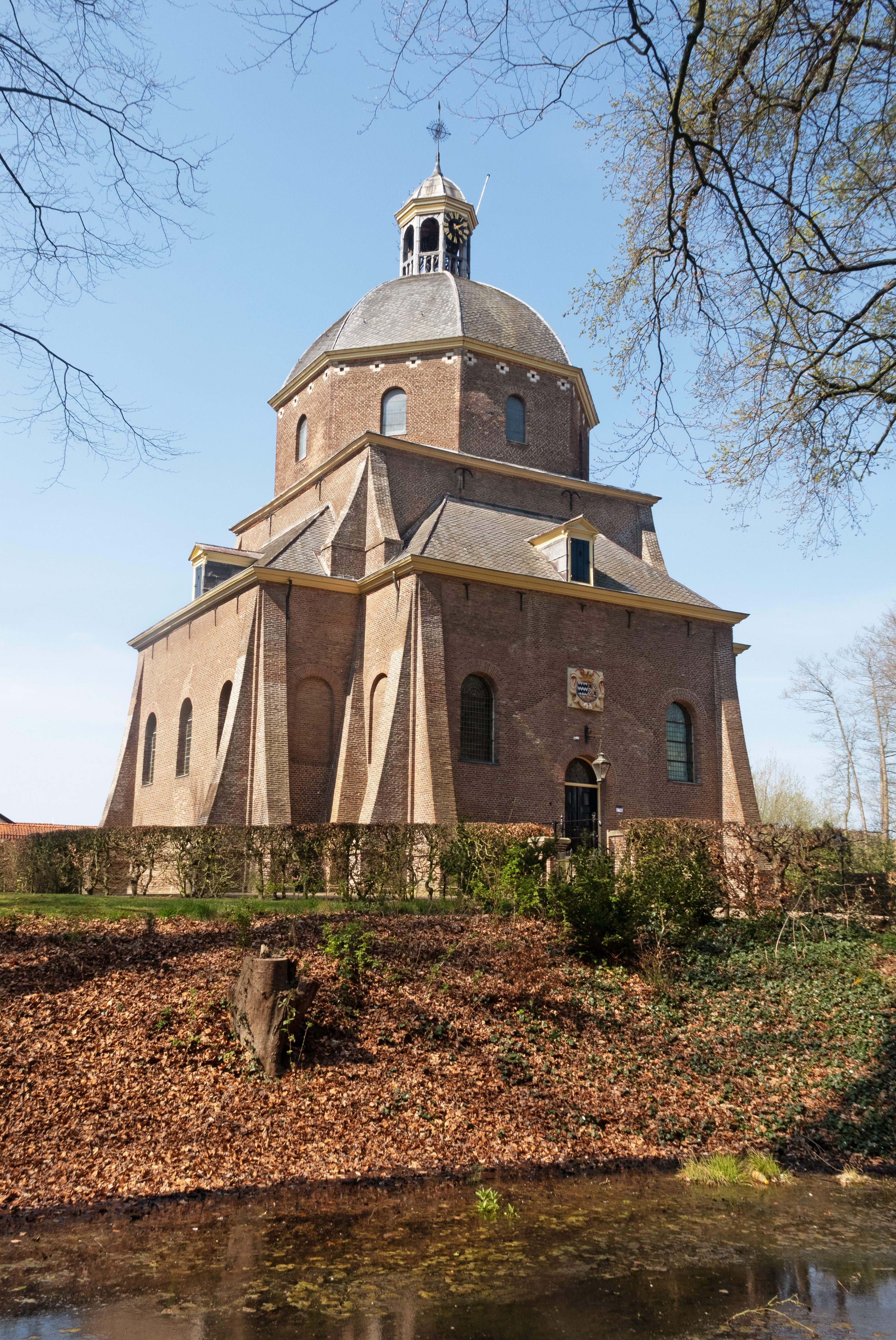
Reformische Kirche

Die Gemeinde Renswoude liegt im östlichen Teil der Provinz Utrecht. Bereits 855 wurde Renswoude als silva Hrenhem („Rhenenser Wald“) urkundlich erwähnt, die Siedlung selbst ist aber erst um 1400 entstanden. Damals bestand Renswoude aus einem befestigten Haus, Borgwal genannt, und einigen verstreut liegenden Gehöften. 1654 erbaute sich Johan van Reede, der Bruder von Godart van Reede, ein Schloss nahe dem vormaligen Borgwal und begründete damit das Entstehen des Dorfes, das zunächst nur aus der lang gestreckten Dorpsstraat („Dorfstraße“) mit beidseitig locker angeordneten Häusern bestand. 1639 ließ van Reede im Dorf eine Kuppelkirche erbauen.
1674 wurde Renswoude eine so genannte „Hooge en vrije heerlijkheid“, ein Gebiet mit eigener unabhängiger Rechtsprechung. Hieraus entstand 1795 die Gemeinde Renswoude. 1849 strebte der Gouverneur der Provinz Utrecht einen Zusammenschluss an, der aber nicht zustande kam. 1969 bestanden Pläne, Renswoude mit Woudenberg und Scherpenzeel zusammenzulegen, was ebenfalls scheiterte. Auch danach gab es immer wieder bis heute erfolglose Pläne, Renswoude den Status einer selbständigen Gemeinde zu entziehen.

## Lage
Renswoude liegt in der Gelderse Vallei, einem Tal in Gelderland, das sich von der Veluwe bis zum Utrechtse Heuvelrug erstreckt und das bis zum Jahr 1000 ein nahezu unbewohnbares Ödland mit sumpfigen Mooren und Sandverwehungen war. Auch später war in dem sehr feuchten Gebiet eine Siedlung nur auf Warften möglich. Im 15. und 16. Jahrhundert wurde das Gebiet um Renswoude hauptsächlich zum Torfabbau genutzt. Mit der Verstärkung des Grebbedeiches und dem Bau des Slaperdeiches im 17. Jahrhundert wurde das Land großflächig urbar.

## Sitzverteilung im Gemeinderat
- CDA, 4 Sitze
- SGP, 3 Sitze
- VVD, 3 Sitze
- Visie, 1 Sitz

## Söhne der Gemeinde
- Jan Hendrik Waszink (1908–1990), Latinist und Professor
- Maarten van Garderen (* 1990), Volleyballspieler